# Jacques Pierre Dupont

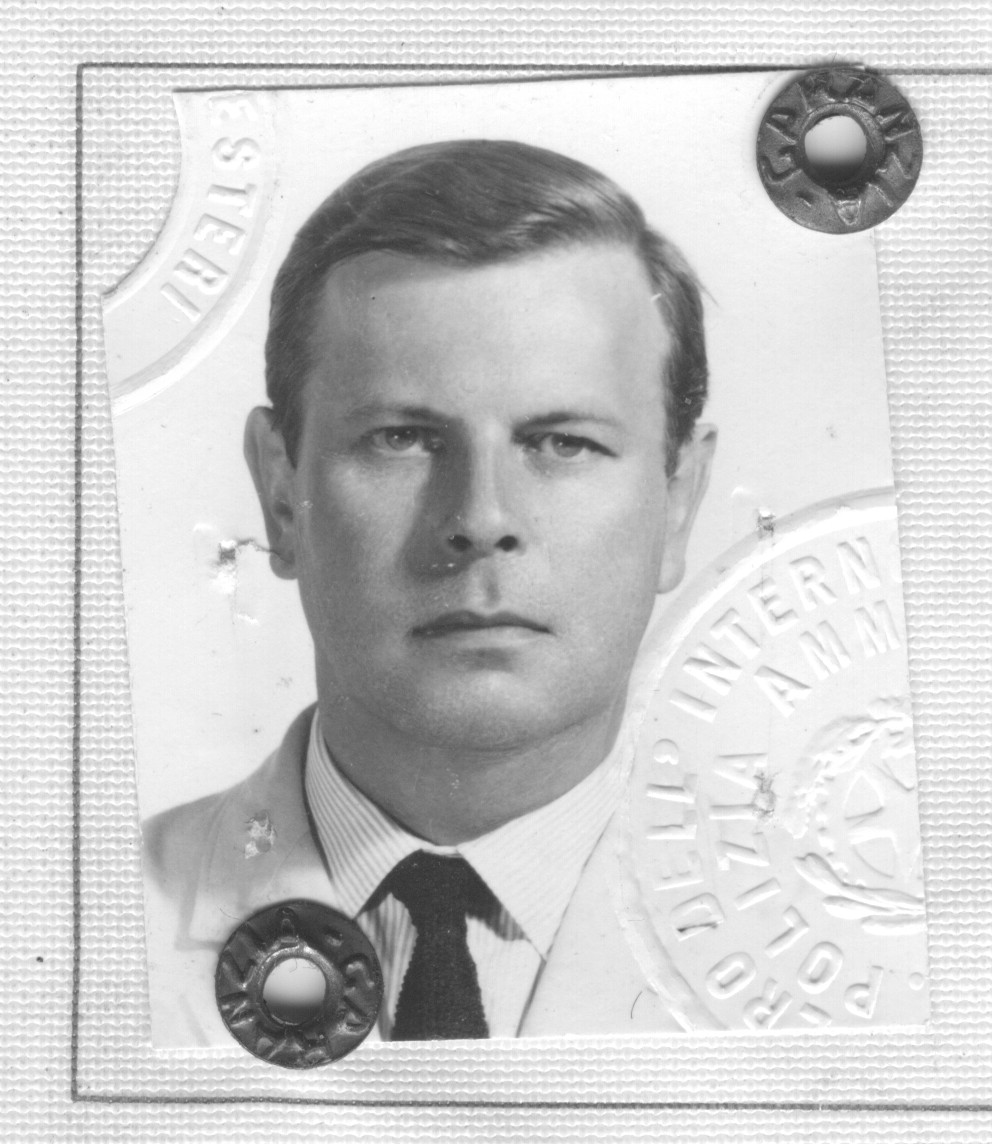
Jacques Pierre Dupont

Jacques Pierre Dupont (* 22. Oktober 1929 in Troyes, Aube; † 9. November 2002 in Paris) war ein französischer Diplomat, zuletzt im Rang eines Botschafters.

## Leben
Dupont studierte am Institut d’études politiques de Paris und der École nationale d’administration und schloss sein Studium im nach Félix Éboué benannten Abschlussjahr 1954 ab (an der ENA gibt sich jeder Jahrgang einen Namen).
1954 wurde er in Saumur Offizier der Kavallerie. 1955 war er in Tübingen stationiert, wo er zum Leutnant befördert wurde und das Kommando über das 12. Regiment der Kürassiere erhielt, das sich mit M47 (Kampfpanzer) bewegte. Von 1954 bis 1994 machte er Karriere im auswärtigen Dienst. Von 1954 bis 1956 war er an der Botschaft in Rabat beschäftigt. Von 1956 bis 1957 diente er in der Abteilung für Marokko und Tunesien in der Zentrale. Von 1957 bis 1958 war er in der Direction Générale des Relations Culturelles beschäftigt. Von 1958 bis 31. August 1961 war er Attaché in Washington. Von 31. August 1961 bis 4. Januar 1964 war er Botschafter im Königreich Dahomey. Von 1962 bis 1963 war er Botschaftssekretär Erster Klasse, 7' échelon in Athen. Von 1963 bis 1966 war er Botschaftssekretär Erster Klasse in Rom. Von 1966 bis 1968 war er Botschaftsrat in Saigon und leitete die Mission Universitaire et culturelle française au Sud-Vietnam. Von 1969 bis 1973 diente er in der Abteilung Öffentlichkeitsarbeit in Paris. Von 1973 bis 1976 war er Botschaftsrat Erster Klasse in Tunis. Von 1977 bis 1979 war er Gesandter in Moskau. Von 1979 bis 1982 arbeitete er wieder am Quai d’Orsay. Von 1. September 1982 bis 2. Juni 1986 war er Botschafter in Tel Aviv. Von 1986 bis 1987 verkaufte er die staatliche TMC Monte Carlo an private Investoren. 1987 vertrat er drei Monate die französische Regierung beim UN-Hauptquartier. Von 1988 bis 1991 war er Botschafter in Pretoria. Von 1991 bis 1994 war Jacques-Pierre Dupont Staatsminister von Monaco.